# John Bryant-Meisner
John Bryant-Meisner (Stockholm, 21 september 1994) is een Zweeds autocoureur.

## Carrière

### Karting
Bryant-Meisner begon zijn autosportcarrière in het karting op negenjarige leeftijd. Tussen 2004 en 2009 bleef hij actief in het karting.

### Formule Renault
In 2010 maakte Bryant-Meisner zijn debuut in het formuleracing in de Zweedse Formule Renault 2.0 voor het Team BS Motorsport, waarin hij met één podiumplaats vijfde werd. Dat jaar reed hij ook enkele gastraces in de Michelin Formule Renault Winter Cup voor het team Koiranen GP, waar hij als zeventiende eindigde, en aan de Formule Renault 2.0 NEC waarin hij als 22e eindigde.
In 2011 nam Bryant-Meisner deel aan zowel de Formule Renault 2.0 NEC als de Eurocup Formule Renault 2.0 voor Koiranen. Met één podiumplaats eindigde hij als vijfde in de NEC, terwijl hij in de Eurocup als vijftiende eindigde. Aan het eind van het jaar nam hij ook deel aan de Protyre Formule Renault UK Finals Series voor Koiranen, waarin hij als achtste eindigde.

### Formule 3
In 2012 stapte Bryant-Meisner over naar de Formule 3 in het Duitse Formule 3-kampioenschap voor het team Performance Racing. Hij behaalde zijn eerste podium in het eerste raceweekend op het Circuit Park Zandvoort met een derde plaats. In mei crashte hij in een muur tijdens het testen. Hij brak hierbij een wervel in zijn wervelkolom, waardoor hij zeven maanden moest revalideren en hierdoor de rest van het seizoen miste. Ondanks dit eindigde hij als dertiende in het kampioenschap.
In 2013 keerde Bryant-Meisner terug in de Duitse Formule 3 voor Performance Racing. In het eerste raceweekend op de Motorsport Arena Oschersleben won hij zijn eerste Formule 3-race ooit. Ook won hij de tweede race van het tweede raceweekend op Spa-Francorchamps. Met nog enkele podiumplaatsen eindigde hij als vijfde in het kampioenschap. Ook reed hij een gastrace in het Britse Formule 3-kampioenschap voor Performance Racing in de openingsronde op Silverstone. Hij behaalde twee overwinningen, maar was niet puntengerechtigd en had dus ook geen plaats in het kampioenschap. Verder reed hij in 2013 de laatste twee raceweekenden van het Europees Formule 3-kampioenschap. op het ACI Vallelunga Circuit en de Hockenheimring voor Fortec Motorsports. In zijn eerste raceweekend eindigde hij in de tweede race als tiende, waarmee hij twee punten scoorde.
In 2014 was het plan dat Bryant-Meisner het volledige seizoen in de Europese Formule 3 zou rijden voor Fortec. Het was een moeizaam seizoen voor hem, waarin hij slechts enkele malen punten wist te scoren. Na het raceweekend op de Red Bull Ring verliet hij het kampioenschap in navolging van teamgenoot Mitchell Gilbert.

### GP3
In 2014 maakte Bryant-Meisner zijn debuut in de GP3 Series voor Trident Racing op Spa-Francorchamps na te zijn vertrokken uit de Europese Formule 3. Hij vervangt hier, samen met de andere nieuwkomers Konstantin Tereshchenko en Luca Ghiotto, zijn voormalig teamgenoot Gilbert en Roman de Beer.

### WTCC
Na een rustig 2015, waarin hij geen internationale races reed, keerde Bryant-Meisner in 2016 terug in de autosport, waarbij hij de overstap maakte naar de touring cars. Hij komt uit in het World Touring Car Championship in een Honda Civic WTCC voor het team NIKA Racing.